# Wirtgen
Wirtgen GmbH è un'azienda nel campo dell'ingegneria meccanica e produce in particolare macchine per la costruzione di strade. Più di 2.000 persone sono impiegate nello stabilimento principale di Windhagen, nella Renania settentrionale-Palatinato, a circa 30 chilometri a sud di Bonn. Nello stabilimento principale vengono prodotti oltre 60 tipi di macchine, tra cui fresatrici stradali, attrezzature per il riciclaggio, finitrici a casseforme scorrevoli, stabilizzatori del suolo e miniere di superficie.

## Storia
L'azienda è stata fondata a Windhagen nel 1961 dall'allora ventenne Reinhard Wirtgen, inizialmente come azienda di trasporto di materiali da costruzione. Già negli anni '60 fu costruito il primo dispositivo di demolizione del calcestruzzo, seguito dallo sviluppo della prima fresatrice a caldo per la rimozione delle superfici di asfalto danneggiate. A metà degli anni '70, in tutta Europa erano in uso più di 100 macchine Wirtgen. Lo sviluppo successivo è stato un riciclatore a caldo per la riprofilatura di superfici stradali deformate riutilizzando il materiale fresato. Da questo sono state sviluppate fresatrici a freddo alla fine degli anni '70.
Già a metà degli anni '70 sono state costituite filiali in tutta Europa e negli anni '80 è stata creata una rete di rivenditori mondiale. Negli anni '90 viene scorporato il settore dei servizi e l'azienda si concentra sulla progettazione, produzione e vendita di macchine edili.

## Prodotti
L'azienda produce:
- Fresa a freddo
- Riciclatrici-stabilizzatrici
- Spandileganti
- Finitrici a casseforme scorrevoli

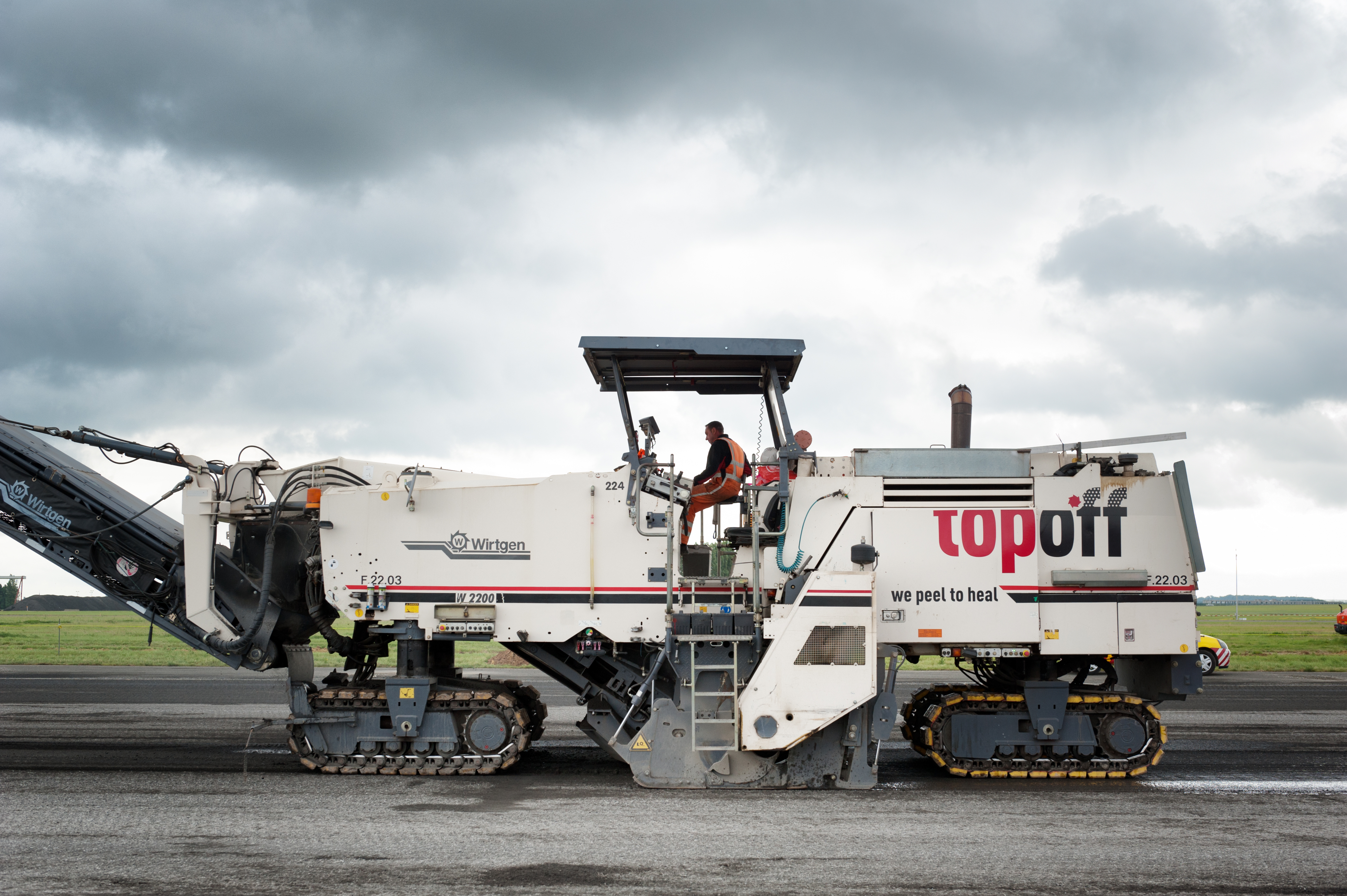
Fresa a freddo

- Surface Miner e Cross Application Miner